# Frank Parr (1918)
Frank Parr (17 december 1918 – 28 december 2003) was een Brits schaker. 
In 1935 veroverde hij de titel van jeugdkampioen van Groot-Brittannië. In 1939 won hij het grote toernooi te Hastings. Frank vestigde een merkwaardig record: hij speelde vijfenvijftig keer mee om het kampioenschap van zijn land (van 1936 tot 1991) en bleef tot zijn laatste levensjaar een actief schaker.